# Volvo 164
Volvo 164 – samochód osobowy klasy średniej-wyższej produkowany przez szwedzką firmę Volvo Cars w latach 1968–1975. Dostępny jako 4-drzwiowy sedan. Do napędu użyto sześciocylindrowego silnika rzędowego o pojemności trzech litrów. Moc przenoszona była na koła tylne poprzez 4-biegową manualną bądź 3-biegową automatyczną skrzynię biegów. Został zastąpiony przez modele serii 200.

## Dane techniczne (164 E)

### Silnik
- R6 3,0 l (2978 cm³), 2 zawory na cylinder, OHV
- Układ zasilania: wtrysk paliwa
- Średnica × skok tłoka: 88,90 mm × 80,00 mm
- Stopień sprężania: 10,0:1
- Moc maksymalna: 177,4 KM (130,5 kW) przy 5800 obr./min
- Maksymalny moment obrotowy: 241 N•m przy 2500 obr./min

### Osiągi
- Prędkość maksymalna: 188 km/h